# كورجون أليف الرمال
كورجون أليف الرمال (الاسم العلمي:Coregonus arenicolus) هو نوع من الأسماك يتبع جنس الكورجون من فصيلة سمك السلمون.